# Felipe Ilabaca
Felipe Ilabaca González, (Santiago de Chile, 7 de mayo de 1974) también conocido como "Felo Ilabaca", es un músico compositor, cantante, multinstrumentista y artista gráfico chileno. Su carrera de músico es extensa como colaborador y autor en diversos proyectos, principalmente de rock pop y música infantil, aunque su faceta más popular se basa por su rol de bajista, compositor, corista, y vocalista de la banda de funk-rock chilena Chancho en Piedra. 
En dicho proyecto ha sido el compositor principal de decenas de las canciones más icónicas de la banda y de la música popular chilena de finales de la década de los 90 y principios de los 2000. Con Chancho en Piedra fue nominado a los Latin Grammy 2020, gracias al sencillo "Bola de Fuego", canción en la que comparte créditos de composición junto a Eduardo Ibeas y Cristian Moraga (C-Funk), también de la misma banda.

## Trayectoria

### Chancho en Piedra
Hermano mayor del ex guitarrista y cofundador de la banda Pablo Ilabaca, Felipe Ilabaca se une a Chancho en Piedra en 1994 tras una invitación de su mencionado hermano y Eduardo Ibeas, vocalista del grupo.
Si bien el proceso compositivo de la banda considera aportes de todos sus miembros, las canciones compuestas principalmente por Felipe Ilabaca pueden identificarse por su interpretación como cantante principal de la pieza. Algunos de sus sencillos más destacadas son: Guachperry, Locura Espacial, Historias de Amor y Condón, Animales Disfrazados, Cóndor, La Vida del Oso y Tren a la luna. 
Otras destacadas canciones de Felipe Ilabaca en Chancho en Piedra son Paquidermo, Sami, Voy y Vuelvo, Invitación, El Juego, La Telaraña, Caravana de Simón, Barco de Papel, Siameses, De Amarillo y Gris, TOC y Llamas.
Las composiciones de Felipe Ilabaca se caracterizan por líneas melódicas pegajosas, estructuras versátiles que complejizan el canon clásico de una canción pop dentro del mismo género, y una exploración constante por diversos estilos musicales. 
Felipe Ilabaca ha sido el autor de la mayoría de las portadas y del arte de los discos de Chancho en Piedra, siendo el responsable principal de la identidad visual de la banda. Trabajo artístico que muchas veces ha sido en colaboración con el artista gráfico chileno Carlos Cadenas. A través de caricaturas, composiciones coloridas, y diversos símbolos y logos, el trabajo gráfico de Felipe Ilabaca ha acompañado la evolución de la banda como una propuesta visual que evoluciona en paralelo a la música del grupo. Sus ilustraciones, dibujos y pinturas digitales han sido replicadas en merchandising, afiches y pancartas de los fanes por más de 25 años.

### Otros proyectos musicales
Felipe Ilabaca ha participado en diversos proyectos musicales como 31 minutos, Jaco Sánchez, Achú, 
Pillanes, Horacio y los Plastilines, Conjunto Cantata Santa María Rock, Maestro Juba y Hermanos Ilabaca; también ha participado como cocreador de la banda sonora de programas televisivos como "Pelagatos" o "La cueva de Emiliodón". Todos estos proyectos, además de Chancho en Piedra, lo vuelven uno de los músicos contemporáneos más prolíficos de la música chilena vigentes en la actualidad. 
Destaca su trabajo para la banda virtual "Pelagatos", de la serie animada de televisión I-Pop. En dicho proyecto trabaja junto a Eduardo Ibeas, compañero de banda en Chancho en Piedra, razón por la cual la banda integraría el sencillo "Vacaciones" a su playlist durante varias presentaciones en vivo, dedicándole incluso un videoclip para su producción "La Porcina Comedia".

### Influencias
Su acercamiento a la música y las artes gráficas comenzó desde pequeño, en el seno de una familia donde la poesía, la literatura, el dibujo y las canciones populares eran parte de su vida cotidiana. Felipe ha reconocido que la colección de música de su padre y su gusto por el rock clásico definieron su apreciación personal por el género. 
Comenzó como músico autodidacta, aprendiendo de armonías y acordes a través de la música que se escuchaba en su casa. Alrededor de los 16 años, cursando segundo medio en su colegio, participó por primera vez en el formato de banda de rock, tocando el bajo por primera vez, lo que terminaría por definir su futuro musical profesional.
Sus referentes provienen de la música como de las artes gráficas. Respecto a la primera categoría, el músico ha destacado su admiración por bajistas como Geedy Lee, Flea, Jaco Pastorious y Bootsy Collins, entre otros.  A estos se suman las bandas Red Hot Chili Peppers, Helmet, Infectious Groove, Pink Floyd, Rush, Iron Maiden, Pixies, Weather Report, Primus, Mr. Bungle y Los Jaivas, entre otros.   
Dentro de las artes gráficas, Felipe Ilabaca ha hecho pública su admiración por Themo Lobos y Robert Crumb. También creó Casa Kaf, proyecto de diseño, gráfica e ilustración, junto a Carlos Cadenas, donde se rescata el trabajo de diversos artistas gráficos chilenos.

### Carrera como bajista
Felipe Ilabaca destaca dentro de la escena de la música popular de Chile por ser uno de los bajistas de rock más versátiles y técnicamente virtuosos vigentes en la actualidad. Celebradas son su técnica slap y su capacidad de interpretar líneas melódicas ágiles y percutivas en el instrumento mientras ejecuta una segunda melodía en la voz simultáneamente. 
Su carrera como bajista autodidacta comenzó a los 14 años con la banda "Tom Sawyer", quinteto musical formado en el colegio donde interpretaba covers de rock latino, hard rock y rock clásico. Antes de la disolución de la banda, Ilabaca ya había compuesto canciones originales dentro del grupo. 
En 1991, tras recibir un bajo y un amplificador como regalo de su padre, crea el trío "Hipocampo" junto a dos amigos músicos de su barrio. Bajo la influencia de sus compañeros de banda, Felipe Ilabaca se acerca al Jazz Fusión, a la Música clásica, y al trabajo compositivo en grupo, donde aportó desde su instrumento a las canciones creadas por el guitarrista y vocalista de la banda. Fue con este grupo con el que grabó por primera vez en un estudio y tocó por primera vez en vivo. 
En 1994 Hipocampo se disuelve, y ya en la universidad, Felipe Ilabaca crea "Piximania", banda de cover al grupo estadounidense Pixies, justo antes de conocer a "Pig in Stone", banda creada por su hermano menor Pablo Ilabaca y su compañero de colegio Eduardo Ibeas. Tras haberlos visto en vivo reiteradas veces, Felipe es invitado formalmente a participar de la banda por los dos fundadores ya mencionados. Al principio acepta integrar el grupo solamente como reemplazo del bajista que dejaba la banda, pero tras varios ensayos y una presentación en Quilicura el 1 de mayo de 1994, Felipe Ilabaca se une oficialmente a la banda que hoy lo eleva como uno de los bajistas más influyentes y prolíficos de los últimos 30 años en la escena del rock chileno y latinoamericano.
También es uno de los integrantes de la banda de 31 Minutos, siendo uno de los compositores del tema principal de la serie y formar parte de los shows en vivo del programa desde el Lollapalooza del 2012.